# Teresa Franchini
Teresa Franchini (19 de septiembre de 1877 – 11 de agosto de 1972) fue una actriz de cine y teatro italiana. Fue actriz principal en el teatro en su juventud, apareciendo en la primera escenificación italiana de Oscar Wilde Lady Windermere's Fan en 1905. Comenzando en 1935, interpretó papeles secundarios en alrededor de veinte películas.

## Biografía
Teresa Franchini nació el 19 de septiemrbe de 1877 en Torre Pedrera di Rímini, Emilia-Romaña, Italia. Fue actriz, conocida por Sleeping Beauty (1942), Tormento (1950), y Chains (1949). Estuvo casada con Mario Fumagalli (1904-1936). Falleció el 11 de agosto de 1972 en Sant'Arcangelo di Romagna, Emilia-Romaña.

## Filmografía seleccionada
- Lorenzino de' Medici (1935)
- Sleeping Beauty (1942)
- Street of the Five Moons (1942)
- Souls in Turmoil (1942)
- Rita of Cascia (1943)
- Catene (1949)
- Torment (1950)
- Los hijos de nadie (1951)
- Chi è senza peccato... (1952)
- Lieutenant Giorgio (1952)
- Torna! (1953)
- Sins of Rome (1953)
- Noi peccatori (1953)